# Samizdat
Samizdat (rus. самиздат) samostalno je izdavanje knjiga ili glazbe, u slučaju zabrane od države ili kada izdavačke kuće nemaju interesa objaviti djelo. 
Pojam »samizdat« postao je naročito poznat za vrijeme Sovjetskog Saveza, kada je ušao i u druge (neslavenske) jezike u smislu tajnog ispisa, kopiranja i širenja zabranjene literature. Samostalni izdavač izrađivao je svega nekoliko primjeraka, a od svakog tko je dobivao literaturu očekivalo se da napravi još kopija. Ovo se najčešće radilo prepisivanjem ili prekucavanjem, jer je fotokopirne strojeve čuvao KGB. Izrada i posjedovanje samizdatske literature bili su strogo kažnjavani.
Tehnike izrade samizdata varirale su od pisanja komadom ugljena na papiru, tipkanja na pisaćem stroju, do tiskanja na poluprofesionalnim tiskarskim prešama u velikim nakladama.
Neke od knjiga koje su danas postale klasici svjetske književnosti izvorno su bile samizdati, poput Majstora i Margarite Mihaila Bulgakova.